# 第13回全国中等学校蹴球選手権大会
第13回全国中等学校蹴球選手権大会（だい13かいぜんこくちゅうとうがっこうしゅうきゅうせんしゅけんたいかい）は、大阪毎日新聞主催により1931年1月に南甲子園運動場で開催された全国中等学校蹴球選手権大会である。

## 参加チーム
- 函館師範(北海道・初出場)
- 青山師範(東京・2年ぶり2回目)
- 富山師範(富山・4年連続4回目)
- 愛知一師範(愛知・3年連続4回目)
- 京都師範(京都・2年連続12回目)
- 堺中(大阪・7年ぶり8回目)
- 御影師範(兵庫・2年ぶり12回目)
- 広島一中(広島・2年ぶり4回目)
- 熊本二師範(熊本・2年連続2回目)

## 試合結果

### 1回戦
- 京都師範 5 - 3 富山師範

### 準々決勝
- 御影師範 3 - 1 愛知一師範
- 青山師範 4 - 0 熊本二師範
- 堺中 3 - 1 函館師範
- 広島一中 4 - 2 京都師範 延長

### 準決勝
- 御影師範 2 - 0 青山師範
- 広島一中 1 - 0 堺中

### 決勝
- 御影師範 3 - 2 広島一中